# 欧蒂河畔拉耶
欧蒂河畔拉耶（法語：Raye-sur-Authie）是法国北部-加来海峡大区加来海峡省的一个市镇，属于蒙特勒伊区埃丹县。该市镇2009年时的人口为250人。

## 人口
欧蒂河畔拉耶人口变化图示
| 数据来源：INSEE |